# Pilgrims Publishing
Pilgrims Publishing – wydawnictwo indyjskie. Utworzone początkowo w Nepalu przez Ramananda Tiwari w 1991, zmieniło nazwę z Book Faith India na Pilgrims Publishing i obrało za siedzibę północnoindyjskie miasto Waranasi. Posiada własną sieć księgarń i firmę drukarską.

## Obszary zainteresowań
Pilgrims Publishing oferuje książki i pocztówki. Wydaje pozycje w językach: angielskim, hindi oraz polskim, francuskim, hiszpańskim.
Zakres tematyczny publikacji to :
- buddyzm
- hinduizm
- turystyka górska
- językoznawstwo
- literatura dziecięca

## Podmioty partnerskie
Produkty z oferty Pilgrims Publishing oferowane są szczególnie poprzez dedykowane księgarnie firmy Pilgrims Book House. Pilgrims Book House została utworzona przez Puspę Tiwari i Ramananda Tiwari w Katmandu w 1984. W 1999 roku powiększyła się o przedstawicielstwo w Waranasi a w 2006 otwarto księgarnię w Paharganj – dzielnicy turystycznej Nowego Delhi.

## Działalność wydawnicza w j. angielskim
Wybrane pozycje książkowe :
- H. W. Tilman, Mount Everest 1938 (Pilgrims Publishing), ISBN 81-7769-175-9 (zawierająca Appendix B o Yeti)
- H. W. Tilman, Nepal Himalaya (Pilgrims Publishing), ISBN 81-7303-107-X
- W. Y. Evans-Wentz, The Tibetan Book of the Dead, Pilgrims Publishing, Varanasi, ISBN 81-7769-099-X
- Paul Brunton, A message from Arunachala, Pilgrims Publishing, Varanasi, ISBN 978-81-7769-785-8
- Daisetz Teitaro Suzuki,  The lankavatara sutra, Pilgrims Publishing, Varanasi, ISBN 81-7769-298-4
- A.P. Sinnett, Esoteric Buddhism, Pilgrims Publishing, Varanasi, ISBN 81-7769-432-4
- B.D. Tripathi,  Sadhus of India, Pilgrims Publishing, Varanasi, ISBN 81-7769-631-9

## Działalność wydawnicza w j.polskim
1. Niezwykłe opowieści o królu Bhodży, V.A.K. Ayer, Pilgrims Publishing, Varanasi, 2008, ISBN 8177697070
2. Opowieści czterech derwiszwow, przełożyła Anna Rucińska, Pilgrims Publishing, Varanasi, 2008, ISBN 978-81-7769-709-3